# Cyperus rupicola
Cyperus rupicola là loài thực vật có hoa trong họ Cói. Loài này được S.T.Blake mô tả khoa học đầu tiên năm 1939 publ. 1940.